# Домброва-Вількі
Домброва-Вількі (пол. Dąbrowa-Wilki) — село в Польщі, у гміні Шепетово Високомазовецького повіту Підляського воєводства.
Населення — 87 осіб (2011).
У 1975-1998 роках село належало до Ломжинського воєводства.

## Демографія
Демографічна структура станом на 31 березня 2011 року:
|          | Загалом | Допрацездатний вік | Працездатний вік | Постпрацездатний вік |
| -------- | ------- | ------------------ | ---------------- | -------------------- |
| Чоловіки | 44      | 4                  | 37               | 3                    |
| Жінки    | 43      | 8                  | 24               | 11                   |
| Разом    | 87      | 12                 | 61               | 14                   |